# Uia di Mondrone
La Uia di Mondrone és una muntanya de 2.964 m dels Alps de Lanzo i de l'Alta Moriana dins els Alps de Graies, administrativament situat a la region del Piemont (Itàlia).

## Classificació

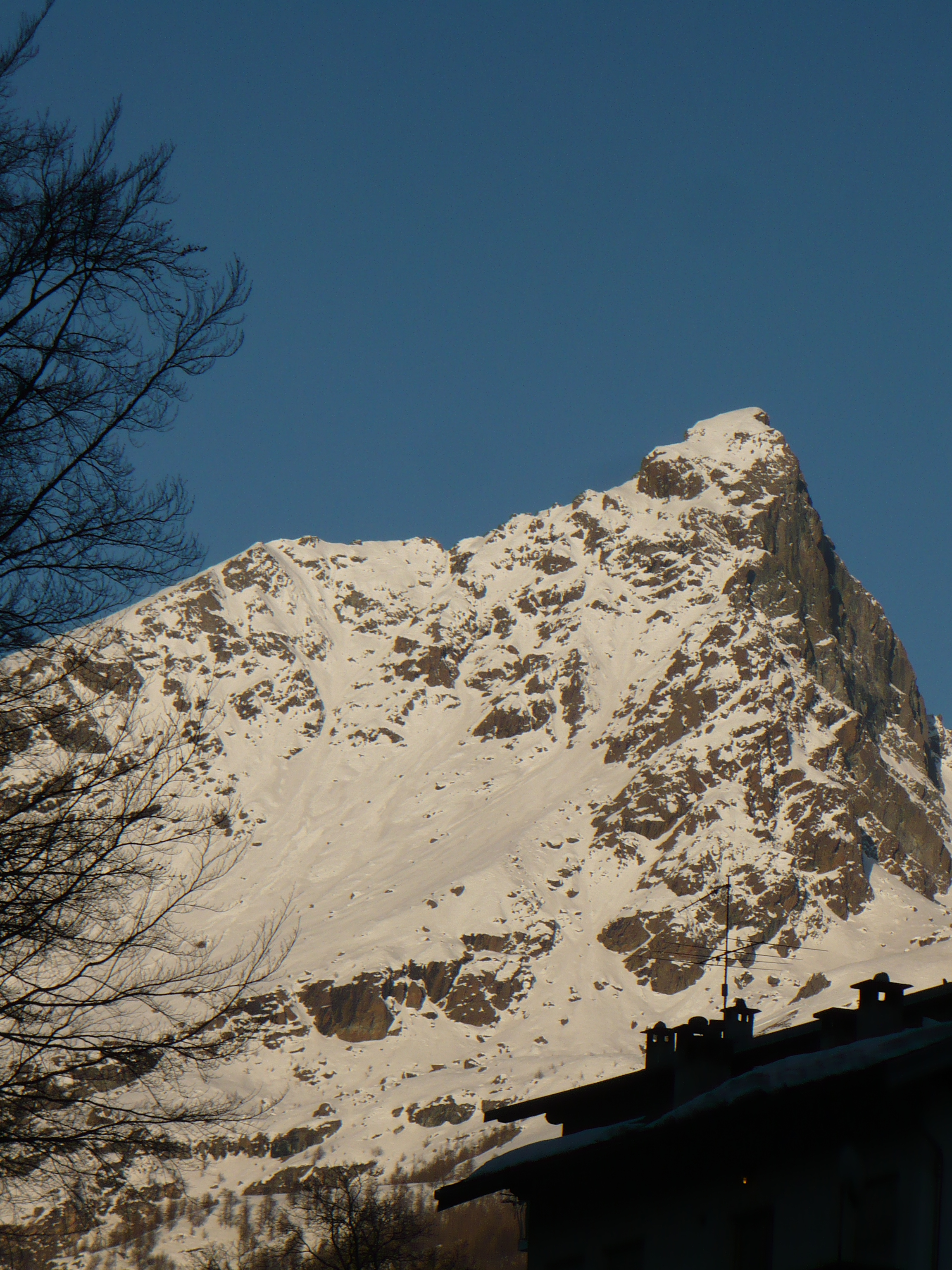
La muntanya a l'hivern

Segons la SOIUSA, la classificació de la muntanya és la següent:
- Gran part: Alps occidentals
- Gran sector: Alps del nord-oest
- Secció: Alps de Graies
- Subsecció: Alps de Lanzo i de l'Alta Moriana
- Supergrup: Catena Arnas-Ciamarella
- Grup: Ciamarella-Mondrone
- Subgrup: Cresta del Mondrone
- Codi: I/B-7.I-B.6.b

## Cartografia
- Cartografia ufficiale italiana 1:25.000 e 1:100.000 - Istituto Geografico Militare (IGM) www.pcn.minambiente.it
- Carta dei sentieri e dei rifugi scala 1:50.000 n.2 Valli di Lanzo e Moncenisio, Istituto Geografico Centrale - Torino